# Escudo portughez
Escudo portughez (ɨʃˈkuðu, scut; semn monetar: {\displaystyle \mathrm {S} \!\!\!\Vert }; cod ISO: PTE) a fost unitatea monetară principală a Portugaliei, succedând în 22 mai 1911 realului portughez, până la 31 martie 2002, după completa sa înlocuire cu moneda unică europeană, Euro.
Escudo era subîmpărțit în 100 de centavos. Abrevierea sa obișnuită era « Esc. ».
La 1 ianuarie 1999, escudo a devenit diviziune națională a monedei unice europene, euro. La 1 ianuarie 2002, escudo a încetat în totalitate să mai fie unitate de cont, înainte de a-și înceta rapid cursul legal, fiind în totalitate înlocuit de euro) ; monedele metalice și bancnotele au fost demonetizate în totalitate.

## Rata de conversie
Un euro=200,482 escudos.

## Istoria escudo-ului portughez
Numele său, de origine heraldică, semnifică « scut », similar cu termenul din franceză écu. Escudo este și denumirea monedei din diferite țări care, cele mai multe, au fost colonii portugheze.
Escudo a înlocuit moneda real, în urma revoluției din 5 octombrie 1910 care a înlocuit monarhia portugheză. Noua monedă portugheză s-a depreciat foarte mult în anii 1910 – 1920, Portugalia suferind grave probleme economice și financiare. În acest context, a ajuns la putere Salazar, instalat de militari, care au dat o lovitură de stat, la 28 mai 1926.
În 1928, moneda escudo a fost stabilizată și legată de lira sterlină, până în anii 1950, când a fost legată de dolarul american.
În 1992, escudo-ul s-a alăturat Mecanismului Ratelor de Schimb European, însă a trebuit să fie devalorizat în două rânduri.